# Eduard Pellens

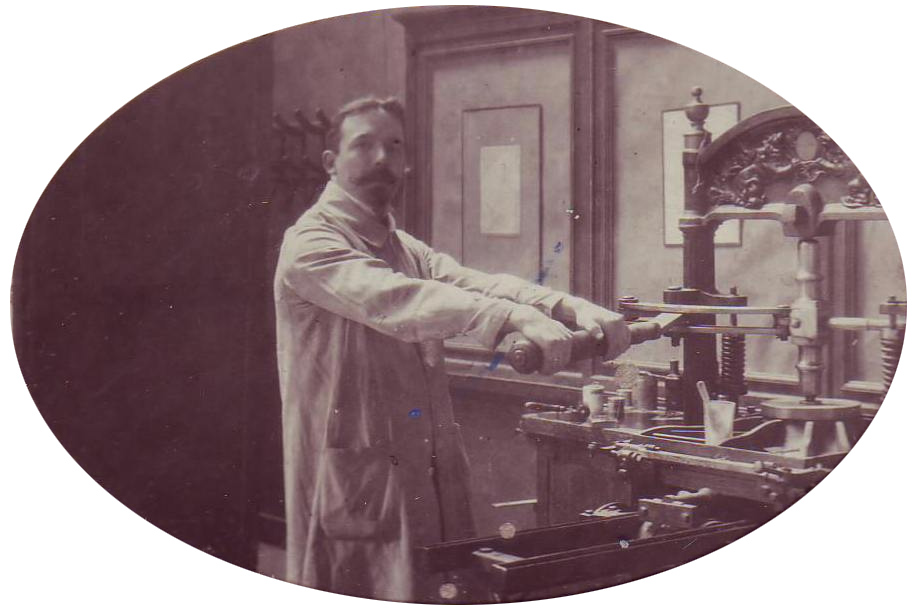
Eduard Pellens in zijn atelier, 1912.

Eduardus Petrus Florentius (Eduard) Pellens (Antwerpen, 14 oktober 1872 - aldaar, 20 september 1947) was een Belgisch grafisch kunstenaar (houtgravure en houtsnede), xylograaf, schilder, grafisch ontwerper en illustrator.

## Leven
Pellens werd geboren in 1872 in Antwerpen als enige zoon van Josephus en Sidonia De Cuyper. Hij deed zijn eerste technische kennis op in de werkplaats van zijn vader, die metaalgraveerder was. Vanaf 1886 volgde hij jarenlang de cursus "houtgravure" aan de Koninklijke Academie voor Schone Kunsten te Antwerpen, als leerling van professor Edward Vermorcken. Hij ontpopte er zich tot een talentvol houtgraveur en houtsnijder. Gaandeweg werd hij een meester in de traditionele houtgravure. Op 23 november 1904 kreeg hij bij ministerieel besluit de opdracht de cursus houtgravure te organiseren in het nieuwe Hoger Instituut voor Schone Kunsten te Antwerpen.
Bij het overlijden van zijn leraar Vermorcken werd hem bij koninklijk besluit van 26 februari 1906 de leiding over het nieuwe "atelier Pellens" gegeven. Hij bleef deze functie vervullen tot zijn opruststelling in 1933, waarbij hij toelating kreeg om de titel van zijn ambt te blijven voeren.
Pellens was raadgevend commissielid van de Musea voor Oudheidkunde en Kunstnijverheid en was onder meer actief in de kunstenaarskringen Societé de la gravure sur bois de Paris, La Gravure originale belge en de Scalden.
Pellens overleed op 75-jarige leeftijd.

## Leerlingen
In de loop van zijn loopbaan gaf Pellens onderwijs aan diverse houtgraveurs, waaronder Henri Van Straten, Alphonse Mora, Henri Wils, Frans Masereel, Joris Minne en Jos Hendrickx. Ook onderwees hij de kunstschilders Leo Paret en Lode Sebregts. Pellens wordt daarom ook weleens de "vader van de Belgische 20e-eeuwse houtgraveurs" genoemd.

## Oeuvre
Eduard Pellens ontwierp houtsneden van de haven, de Schelde en de (Antwerpse) stadsgezichten. Kenmerkend voor zijn oeuvre zijn de tweekleuren-prenten. Op latere leeftijd werd Eduard Pellens geïnspireerd door de Kempen. Tussendoor werkte hij ook met pastel of in krijttekeningen.
Ook na de Eerste Wereldoorlog bleef hij in een meer traditionele realistische stijl werken, met gebruik van arceringen en halve tonen (renaissancistische stijl) om zo veel mogelijk het effect van de burijngravure te benaderen. Hij exposeerde slechts sporadisch, zoals bij het Expo des Beaux Arts a Bruxelles in 1910 en de Wereldtentoonstelling van 1913 in Gent, en voor het merendeel in het buitenland. In Italië kocht koning Victor Emmanuel III een afdruk van zijn grote gravure van de O.L.Vrouwentoren.
Naast zijn originele grafiek maakte hij ook interpretatie-gravures naar ontwerp van bijvoorbeeld Karel Doudelet (Beatrijs), ontwierp hij tekeningen en gravures voor diverse postzegelreeksen (onder andere in 1905 en 1912), postkaarten (onder andere voor de Red Star Line), boeken (onder andere diverse kinderboeken voor uitgever Lodewijk Opdebeek), liedenbundels en ex librissen. Deze laatste vindt men terug in de fondsen van de bibliotheken van onder andere Leuven en die van de Koninklijke Academie voor Schone Kunsten te Antwerpen. Pellens had de gewoonte te monogrammeren in de plaat en zijn werk te signeren en te titelen in potlood.
Werken van Pellens zijn openbaar te bezichtigen:
- In het prentenkabinet van het Plantin-Moretusmuseum te Antwerpen;
- In het oud gerechtsgebouw te Antwerpen;
- In het gemeentehuis van Duffel;
- In het Red Star Line museum te Antwerpen;
- In de Koninklijke Bibliotheek van België;
- In de Sint-Leonarduskerk te Sint-Lenaarts (muurschildering ter gedachtenis van oorlogsslachtoffers 1914-1918).

- International Standard Name Identifier: 0000 0000 7015 3660
- Nederlandse Thesaurus van Auteursnamen: 07401482X
- RKD-Nederlands Instituut voor Kunstgeschiedenis: 89574
- Système universitaire de documentation: 111639344
- Union List of Artist Names: 500089944
- Virtual International Authority File: 96336090
- WorldCat: E39PBJj8T9mkbWM3HH7qvJbyBP